# Бріатіко
Бріатіко (італ. Briatico, сиц. Briaticu) — муніципалітет в Італії, у регіоні Калабрія, провінція Вібо-Валентія.
Бріатіко розташоване на відстані близько 470 км на південний схід від Рима, 55 км на захід від Катандзаро, 9 км на північний захід від Вібо-Валентії.
Населення — 3949 осіб (2014).
Щорічний фестиваль відбувається 6 грудня, 16 липня. Покровитель — святий Миколай.

## Демографія
Населення за роками:

Станом на 1 січня 2023 року в муніципалітеті офіційно проживали 272 іноземці з 35 країн, серед них 71 громадянин країн Євросоюзу та 8 громадян України.

## Сусідні муніципалітети
- Чессаніті
- Вібо-Валентія
- Цакканополі
- Цамброне
- Цунгрі